# Byttneria ancistrodonta
Byttneria ancistrodonta är en malvaväxtart som beskrevs av Gottfried Wilhelm Johannes Mildbraed. Byttneria ancistrodonta ingår i släktet Byttneria och familjen malvaväxter. Inga underarter finns listade i Catalogue of Life.